# پریسلی اسپرونس
پریسلی اسپرونس (به انگلیسی: Presley Spruance) سناتور سابق عضو حزب ویگ بود. وی در سال ۱۸۴۷ تا ۱۸۵۳ میلادی سناتور ایالت دلاویر در سنای ایالات متحده آمریکا بود.